# Antonio Colomban
Antonio Colomban, noto anche come Tonino Colomban (Fasana, 5 febbraio 1932 – Messina, 18 maggio 2020), è stato un calciatore e allenatore di calcio italiano, di ruolo centrocampista.

## Carriera

### Giocatore
Cresciuto nelle giovanili del Milan, dal 1951 al 1957 ha giocato nel Messina, in Serie B. Con i siciliani ha disputato complessivamente 137 incontri, mettendo a segno 22 reti. Ha inoltre giocato nel Cagliari nelle tre stagioni successive, sempre fra i cadetti collezionando 85 presenze e segnando 4 reti.
ha concluso la carriera nel Taranto in serie C nella stagione 1960-61.
In carriera ha totalizzato complessivamente 222 presenze e 26 reti in Serie B.

### Allenatore
Ha iniziato la carriera di allenatore nel 1957: nella doppia veste di allenatore-giocatore ha sostituito Rodolphe Hiden alla guida del Messina, dalla 27ª alla 30ª giornata del campionato di Serie B 1956-1957.
In seguito ha allenato nei primi cinque livelli del campionato italiano di calcio, dalla Serie A alla Serie D. Ha infatti guidato il Messina in A, in Serie B, in Serie C ed in Serie C1. Ha guidato anche l'Igea Barcellona in Serie C2; la Torres in Serie C e Serie D; l'Olbia in Serie C; il Gallipoli, il Vittoria e il Nissa in Serie D.
Nel 1982-1983 è al Ragusa, dove vince il campionato di Promozione.

## Palmarès

### Allenatore

#### Competizioni nazionali
- Serie D: 2

Torres: 1971-1972
Vittoria: 1977-1978